# Lidewij Welten
Lidewij Welten (Eindhoven, 16 de julio de 1990) es una jugadora de hockey sobre césped neerlandesa. Desde el año 2008 hasta 2020 ha conseguido un total de cuatro medallas olímpicas, 3 de ellas de oro.

## Trayectoria
Welten debutó con la selección de Países Bajos en 2008. Ganó la medalla de oro en los Juegos Olimpicos de Pekín 2008, Londres 2012 y Tokio 2020; y obtuvo la medalla de plata en Río 2016. Fue campeona del mundo en La Haya 2014, Londres 2018, Terrasa y Amstelveen 2022; y subcampeona en Rosario 2010. Ganó el Champions Trophy en 2011 y fue subcampeona en 2010; y obtuvo el tercer lugar en las ediciones de 2009, 2012 y 2014.
Fue elegida mejor jugadora del mundo en 2015.

## Palmarés
| Título           | Equipo                    | País                  | Año  |
| ---------------- | ------------------------- | --------------------- | ---- |
| Juegos Olímpicos | Selección de Países Bajos | China                 | 2008 |
| Juegos Olímpicos | Selección de Países Bajos | Reino Unido           | 2012 |
| Juegos Olímpicos | Selección de Países Bajos | Japón                 | 2020 |
| Mundial          | Selección de Países Bajos | Países Bajos          | 2014 |
| Mundial          | Selección de Países Bajos | Reino Unido           | 2018 |
| Mundial          | Selección de Países Bajos | España y Países Bajos | 2022 |
| Champions Trophy | Selección de Países Bajos | Países Bajos          | 2011 |